# AlphaTauri AT04
Chronologie des modèles (2023)
AlphaTauri AT03 Racing Bulls VCARB 01
L'AlphaTauri AT04 est la monoplace de Formule 1 engagée par l'écurie italienne AlphaTauri dans le cadre du championnat du monde de Formule 1 2023. Elle est pilotée par le Néerlandais Nyck de Vries, qui effectue sa première saison en Formule 1, et par le Japonais Yuki Tsunoda, présent depuis 2021. 
Les monoplaces sont motorisées par un bloc Red Bull Powertrains-Honda. En effet, alors que Red Bull avait prévu de prendre en charge l'entièreté de l'assemblage et la maintenance des moteurs à partir de 2023, il est finalement convenu que Honda poursuit son support technique jusqu'à la fin de la saison 2025 en tant que fournisseur de moteurs pour Red Bull Racing et Scuderia AlphaTauri, les moteurs des deux équipes portent le nom de Honda RBPT,,.

## Présentation
La monoplace est dévoilée le 11 février 2023 lors d'une présentation en ligne. Yuki Tsunoda en effectue les premiers tours de piste le 14 février 2023, sur le circuit de Misano Marco-Simoncelli. 
Nyck de Vries, décevant, est remplacé par Daniel Ricciardo à la mi-saison mais il se blesse au Pays-Bas et est, à son tour, remplacé par Liam Lawson qui réalise de bonnes performances, marquant ses premiers points à Singapour. L'écurie se classe huitième du championnat du monde avec 25 points.

## Résultats en championnat du monde de Formule 1
| Saison | Écurie              | Moteur                                           | Pneus   | Pilotes          | Courses | Courses | Courses | Courses | Courses | Courses | Courses | Courses | Courses | Courses | Courses | Courses | Courses | Courses | Courses | Courses | Courses | Courses | Courses | Courses | Courses | Courses | Points inscrits | Classement |
| Saison | Écurie              | Moteur                                           | Pneus   | Pilotes          | 1       | 2       | 3       | 4       | 5       | 6       | 7       | 8       | 9       | 10      | 11      | 12      | 13      | 14      | 15      | 16      | 17      | 18      | 19      | 20      | 21      | 22      | Points inscrits | Classement |
| ------ | ------------------- | ------------------------------------------------ | ------- | ---------------- | ------- | ------- | ------- | ------- | ------- | ------- | ------- | ------- | ------- | ------- | ------- | ------- | ------- | ------- | ------- | ------- | ------- | ------- | ------- | ------- | ------- | ------- | --------------- | ---------- |
| 2023   | Scuderia AlphaTauri | Honda Red Bull Powertrains V6 turbo hybride H001 | Pirelli |                  | BAH     | SAU     | AUS     | AZE     | MIA     | MON     | ESP     | CAN     | AUT     | GBR     | HON     | BEL     | P-B     | ITA     | SIN     | JAP     | QAT     | USA     | MEX     | SAO     | LAS     | ABU     | 25              | 8e         |
| 2023   | Scuderia AlphaTauri | Honda Red Bull Powertrains V6 turbo hybride H001 | Pirelli | Yuki Tsunoda     | 11e     | 11e     | 10e     | 10e     | 11e     | 15e     | 12e     | 14e     | 19e     | 16e     | 15e     | 10e     | 15e     | Np.     | Abd.    | 12e     | 15e     | 8e      | 12e     | 9e      | 18e*    | 8e      | 25              | 8e         |
| 2023   | Scuderia AlphaTauri | Honda Red Bull Powertrains V6 turbo hybride H001 | Pirelli | Nyck de Vries    | 14e     | 14e     | 15e*    | Abd.    | 18e     | 12e     | 14e     | 18e     | 17e     | 17e     |         |         |         |         |         |         |         |         |         |         |         |         | 25              | 8e         |
| 2023   | Scuderia AlphaTauri | Honda Red Bull Powertrains V6 turbo hybride H001 | Pirelli | Daniel Ricciardo |         |         |         |         |         |         |         |         |         |         | 13e     | 16e     |         |         |         |         |         | 15e     | 7e      | 13e     | 14e     | 11e     | 25              | 8e         |
| 2023   | Scuderia AlphaTauri | Honda Red Bull Powertrains V6 turbo hybride H001 | Pirelli | Liam Lawson      |         |         |         |         |         |         |         |         |         |         |         |         | 13e     | 11e     | 9e      | 11e     | 17e     |         |         |         |         |         | 25              | 8e         |

Légende : ici 
- *Le pilote n'a pas terminé la course mais est classé pour avoir parcouru 90% de la distance.